# Opelousas, Louisiana
Opelousas, Louisiana (енгл. Opelousas) град је у америчкој савезној држави Луизијана.

## Демографија
По попису из 2010. године број становника је 16.634, што је 6.226 (-27,2%) становника мање него 2000. године.
| Група             | 2000.          | 2010.          |
| Белци             | 6.642 (29,1%)  | 3.646 (21,9%)  |
| Афроамериканци    | 15.801 (69,1%) | 12.493 (75,1%) |
| Азијати           | 73 (0,3%)      | 81 (0,5%)      |
| Хиспаноамериканци | 202 (0,9%)     | 192 (1,2%)     |
| Укупно            | 22.860         | 16.634         |